# ایر اسکاتلند
ایر اسکاتلند (انگلیسی: Air Scotland) شرکت هواپیمایی اسکاتلندی است، که در سال ۲۰۰۲ تأسیس شد.